# WrestleMania XV
WrestleMania XV — пятнадцатая по счёту WrestleMania, PPV-шоу производства американского рестлинг-промоушна World Wrestling Federation (WWF). Состоялось 28 марта 1999 года в Филадельфии, Пенсильвания на арене «Фёрст Юнион-центр».
В главном событии претендент Стив Остин встретился со Скалой в матче за звание чемпиона WWF без дисквалификаций. В предпоследнем матче Гробовщик сразился с Биг Босс Меном в матче «Ад в клетке». Это событие также стало последним выступлением в WWF Гориллы Монсуна, который умер в октябре того же года.

## Производство

### Сюжетные линии
Сюжет главного матча шоу можно проследить на протяжении года. Когда Стив Остин выиграл «Королевскую битву» в 1998 году, Мистер Макмэн ясно дал понять, что его не устраивает, что бунтарь, нецензурно выражающийся любитель пива будет представителем его компании, если он выиграет титул чемпиона WWF на WrestleMania XIV. Когда это произошло, Макмэн начал шестимесячное стремление свергнуть Остина с поста чемпиона, что он в итоге и сделал в матче с гандикапом на Breakdown: In Your House против Гробовщика и Кейна. Поскольку оба удержали Остина одновременно, титул был освобожден, и они сразились за него в следующем месяце на Judgment Day: In Your House, но попытка Макмэна ещё больше унизить Остина, пригласив его судить матч, провалилась, когда он напал на обоих, в результате чего матч был признан несостоявшимся.
В ноябре на Survivor Series был назначен турнир «Смертельные игры», в котором, как оказалось, победителем был выбран Скала, а не Мэнкайд, и Макмэн манипулировал турниром в своих интересах, в то время как Остин проиграл в матче, когда сын Макмэна Шейн, выступавший в качестве рефери, отказался засчитывать победу. Зная, что Скала будет занят враждой с Мэнкайндом, Макмэн понял, что Остин, скорее всего, воспользуется «Королевской битвой» 1999 года, чтобы попытаться вернуть пояс, и поставил условие, что он должен выиграть матч «Погребенный заживо» против Гробовщика, чтобы попасть в «Битву». Когда он это сделал, с некоторой помощью Кейна, Макмэн попытался помешать Остину вернуть чемпионство, «случайно» назначив его первым участником «Битвы», а себя — 30-м. Разозлив распорядителя матчей Шона Майклза, Макмэн был выставлен на матч в качестве второго участника.
Несмотря на награду в 100 000 долларов за его устранение, Остин выдержал почти весь матч и был последним, кого выбросил Мистер Макмэн, что означало, что Макмэн заслужил право матча за титул на WrestleMania. Макмэн объяснил на следующий день, что он откажется от своего места на WrestleMania, став первым победителем «Королевской битвы», сделавшим это, но распорядитель Майклз сказал ему, что если победитель не может или не хочет драться, то место достанется финалисту. Макмэн был в ярости, и Остин заявил, что готов поставить на кон свое место и не выступать на WrestleMania, если Макмэн даст ему возможность сразиться с ним один на один без вмешательства «Корпорации»; если Макмэн сможет победить его, Остин не получит матч на WrestleMania. Их матч в стальной клетке на St. Valentine's Day Massacre: In Your House в основном состоял из бегства Макмэна, но в конце концов они подрались, и Остин выиграл матч при необычных обстоятельствах, когда Биг Шоу дебютировал, выйдя из-под ринга и бросив Остина в клетку, стенки которой открылись, что означало, что Остин случайно победил.

## Результаты
| №  | Результат                                                                              | Условия | Время |
| -- | -------------------------------------------------------------------------------------- | --- | ----- |
| 1  | Жаклин (с Терри Раннелс) победила Айвори                                               | Матч на Sunday Night Heat Одиночный матч                                                                                     | 1:23  |
| 2  | Ди’Ло Браун и Тест победили, когда Дроз и Крёстный отец устранили друг друга.          | Матч на Sunday Night Heat Баттл-роял для определения претендентов № 1 на титул командных чемпионов WWF                       | 4:14  |
| 3  | Хардкор Холли победил Эла Сноу (с Головой) и Билли Ганна (c)                           | Хардкорный матч «Тройная угроза» за титул хардкорного чемпиона WWF                                                           | 7:07  |
| 4  | Оуэн Харт и Джефф Джарретт (c) (с Деброй) победили Ди’Ло Брауна и Теста (с Айвори)     | Командный матч за титул командных чемпионов WWF                                                                              | 3:59  |
| 5  | Баттербин победил Барта Ганна                                                          | Матч Brawl for All, специальный судья Винни Пациенца                                                                         | 0:35  |
| 6  | Мэнкайнд победил Биг Шоу по дисквалификации                                            | Одиночный матч, победитель станет специальным рефери в главном событии шоу                                                   | 6:50  |
| 7  | Роад Догг (c) победил Голдаста (с Блю Мини и Райан Шемрок), Кена Шемрока и Вэла Вениса | Матч на выбывание за титул интерконтинентального чемпиона WWE                                                                | 9:47  |
| 8  | Кейн (с Чайной) победил Трипл Эйча по дисквалификации                                  | Одиночный матч | 11:32 |
| 9  | Сейбл (c) победила Тори                                                                | Одиночный матч за титул чемпиона WWF среди женщин                                                                            | 5:06  |
| 10 | Шейн Макмэн (c) (с Тестом) победил Икс-пака                                            | Одиночный матч за титул европейского чемпиона WWF                                                                            | 8:42  |
| 11 | Гробовщик (с Полом Берером) победил Биг Босс Мена                                      | Ад в клетке | 9:48  |
| 12 | Стив Остин победил Скалу (c)                                                           | Матч без дисквалификации за титул чемпиона WWF «Корпорации» было запрещено находиться на ринге Специальный рефери — Мэнкайнд | 16:52 |